# La Sortie
 (septembre 2020).
Si vous disposez d'ouvrages ou d'articles de référence ou si vous connaissez des sites web de qualité traitant du thème abordé ici, merci de compléter l'article en donnant les références utiles à sa vérifiabilité et en les liant à la section « Notes et références ».
Pour les articles homonymes, voir Sortie.
La Sortie est une association à but non lucratif canadienne qui œuvre dans l'aide aux victimes d'exploitation sexuelle créée en juillet 2013. 
Reconnu par le ministère de la Justice du Canada et le programme de soutien aux organismes communautaire du Centre Intégré universitaire de santé et des services sociaux de Montréal (voir Centre intégré de santé et de services sociaux), l'organisme offre des services d'accueil, évaluation, orientation, d’hébergement, de suivi individuel, et met à la disposition des victimes une ligne d’aide téléphonique (7 jours sur 7, 24 h), des ateliers thématiques et des activités d'intégration sociale.   
La Sortie consacre ses efforts dans l’aide aux femmes pour des raisons liées aux ressources, qui sont encore limitées dans la province de Québec, par souci d’efficience. Certaines exceptions aux critères cités précédemment ont été faites par le passé, afin de répondre aux besoins de la population.

## Financement
La Sortie est considérée par lettres patentes en vertu de la Loi sur les compagnies du Québec et est un organisme de bienfaisance enregistré au sens de la Loi de l’impôt sur le revenu. L’organisme a pour but principal d’aider les victimes de trafic sexuel à sortir de leur milieu. Les états financiers sont dressés selon les normes comptables canadiennes pour les organismes sans but lucratif et sont disponibles sur la page web dans le rapport des activités, mis à jour annuellement par l'organisme.

## Hébergement
Depuis septembre 2018, La Sortie tient une résidence consacrée aux femmes victimes d’exploitation sexuelle dans la région de Vaudreuil-Soulange.
À la suite d'une évaluation, l’accès à la résidence est offert de manière immédiate, selon le modèle d’approche Housing First.

## Recherche
L'organisme a coordonné le projet de recherche Horizon, réalisé en grande partie grâce au soutien du Ministère de la Sécurité Publique du Canada (Sécurité publique Canada). L’un des objectifs principaux de ce projet de recherche consistait à voir au développement de modèles d’intervention en logement efficaces pour venir en aide adéquatement aux victimes d’exploitation sexuelle au Québec. C’est la firme Mourani-Criminologie qui mena la recherche à terme.
Se penchant sur les situations d’un échantillon de 548 répondantes, le Projet Horizon visait à faire ressortir les préférences en matière de logement des femmes et des filles de l’industrie du sexe au Québec. Les traits communs de la situation résidentielle de ces répondantes ont également été recensés. Prenant en considération que les victimes et les survivantes de la prostitution ont à vivre avec des stress post-traumatiques importants, leurs besoins sont nombreux, et ce particulièrement en matière de logement. L’accès à une résidence sécuritaire et adaptée aux besoins de ces individus demeure à ce jour un enjeu reconnu à travers le Québec.
Le rapport de recherche Le logement : besoins et préférences des femmes et des filles de l’industrie du sexe est publié sous dépôt légal - Bibliothèque et Archives nationales du Québec, 2019, Bibliothèque et Archives Canada,  (ISBN 978-2-9818161-0-8) (version PDF).

## Approche d'intervention
La Sortie privilégie une approche globale et de proximité afin de tenir compte de l’ensemble de la situation vécue par les participantes et du fait que ces dernières peuvent résider dans plusieurs petits milieux répartis dans toute la région de Montréal. Le travail de proximité est une expression générale et une philosophie d'intervention décrivant le fait de travailler auprès des personnes dans leur milieu naturel, comme le ferait un travailleur de milieu.